# Mall of America
Mall of America er det 5. største indkøbscenter i USA. Det ligger ved byen Bloomington, der er forstad til Minneapolis. Centret åbnede i 1992, er på 230,000 m2 og har ca. 500 butikker. Ejerne af centret, Triple Five Group, ejer også det store West Edmonton Mall i Canada.

## Design
Centret er næsten symmetrisk med rektangulære gader. Butikkerne er fordelt på tre etager og i hjørnerne er placeret fire ankerbutikker. I hver ende af centret er der placeret to store syvetagers parkeringshuse med plads til ca. 12.300 biler. Centret er inddelt i fire zoner med hver deres design og dekoration.
Centret indeholder udover de mange butikker også flere forlystelsesparker, heriblandt Nickelodeon Universe og Underwater Adventures Aquarium. Blandt andre attraktioner kan også nævnes Abracadabra Magic Shop, A.C.E.S. fly-simulation samt LEGOs store konceptbutik. 

## Historie
Tidligere på stedet lå Metropolitan Stadium, der var hjemmebane for Minnesota Vikings og Minnesota Twins. De flyttede til et nyt stadion i 1982 og Triple Five Group erhvervede arealet. Starten på opførslen var dog først i 1989 og centret kunne indvies den 11. august 1992.
Der har længe været planer om at udvide centret med hele 900 butikker, men disse planer er endnu ikke gennemført. Med i denne plan var også en IKEA, der dog åbnede i 2004 nord for centret.

## Ankerbutikker
- Bloomingdale's
- Macy's
- Nordstrom
- Sears